# Gunnar Myrdal
Gunnar Myrdal (1898-1987) je bil švedski ekonomist in sociolog, politik ter borec za enakopravnost. Deloval je na področju mednarodnih povezav na področju ekonomije, bil je teoretik. V svoji karieri je tudi poučeval tudi kot profesor(1933-1047). S svojimi deli je vplival na razvoj novih idej v politiki, družbi, ekonomiji ter med ljudmi. Prejel je tudi Nobelovo nagrado(1947). Zavzemal se je tudi za izkoreninjenje rasizma, vse do svoje smrti (1987).

## Življenje
Gunnar Myrdal je bil rojen 6. decemera 1898 na Švedskem v mestu Skattungbynočetu Karl Adolfu Pettersson, ki je bil gradbenik ter materi Anni Sofii Karlsson. Rojen je bil kot Karl Gunnar, vendar je v letu 1914 naziv Myrdal prevzel po svojih daljnih prednikih iz druge province, svoje prvo ime pa zavrgel.
Študiral je na Stockholmski univerzi, kjer je študij prave usklajeval s študijem ekonomije. Pravno je diplomiral leta 1923, iz ekonomije pa je doktoriral leta 1927. Prejel je profesionalni naziv 'Juris Doctor degree in Economics' ali Dr. Pravno Ekonomskih ved ter dobil pomembno vlogo v Švedski politični ekonomiji. Med letoma 1925 in 1929 je svoj študij nadgradil v Veliki Britaniji ter Nemčiji, kjer je tudi pridobil stike na enem pomembnejših inštitutov v Ameriki, Rockefeller ter kasneje odpotoval v ZDA za leto dni. Takrat je izdal svoja prva dela. Po vrnitvi je služil kot izredni profesor na enem izmed inštitutov v Ženevi v Švici.
Leta 1933 je Myrdal začel svojo profesuro na univerzi Stockholmi Högskol, ki je trajala 15 let,vse do leta 1947. Istega leta je postal član parlamenta socialnih demokratov. Aktivno je bil vključen v politiki ter postal član Socialno-demokratične partije v senatu leta 1934. Kasneje med letoma 1945 ter 1947 je deloval kot trgovski minister, kjer pa so ga tudi obtožili kot odgovornega za krizo na Švedskem.
Leta 1947 je postal izvršilni sekretar Ekonomske komisije ZDA za Evropo. V svojem mandatu je ustanovil eno vodilnih središč gospodarskih raziskav in razvoja politike. Po desetih letih na položaju je odstopil z mesta. Na podlagi položaja je leta 1956/1957 izdal dela kot so An International Economy, Problems and Prospects, Rich Lands and Poor and Economic Theory and Underdeveloped Regions.
Obravnaval je tudi težavo rasne dileme, ter se zavzemal za konec poudarjanja ameriških idealov ter konec rasizmu. Na podlagi rasne tematike je nastalo nekaj njegovih najpomembnejših del. Podpisal je tudi Unescovo izjavo o rasnem vprašanju, ki nasprotuje ter izpodbija ideje o rasni nadvladi ter neenakostih. S tem je kasneje močno vplival na rezultat dileme 'Brown vs. Board of Education'. Svojo profesuro je po prestanku nadaljeval leta 1960, kot profesor mednarodne ekonomije na Stockholmski univerzi vse do leta 1967. Med drugo svetovno vojno je ne družbo vplival z javnim anti-nacističnim pogledom ter komentarji, kasneje je odločno nasprotoval tudi Vietnamski vojni. Med svojim poučevanjem je leta 1961 na univerzi ustanovil Inštitut za študij mednarodne ekonomije. Kasneje se je vrnil v svojo matično državo, kjer je vodil Švedsko Vietnamsko komito in postal ko-voditelj Mednarodne Preiskovalne komisije o ameriških vojnih zločinih na Indokini. Prav tako je predsedoval stockholmskemu mednarodnemu inštitutu za iskanje miru, kot mednarodni paznik nad prodajo orožja. Bil je eden izmed podpisnikov za delo Humanist Manifesto. Od leta 1947 do leta 1975 je poučeval na univerzi NYU.

## Kariera
Gunnar Myrdal je svojo poklicno pot začel leta 1925. V letu 1930 je izdal svoja prva dela, eno izmed njih je bil Politični element v razvoju ekonomske teorije (Political Element in the Development of Economic Theory). Delo je bilo skupek Myrdalllovih predavanih lekcij na Stockholmski univerzi. V njej je razlagal povezavo in vpliv politike na razvoj ekonomske teorije v preteklosti. V knjigi je bilo predstavljeno tudi avtorjevo prepričanje o ekonomiji kot pravi znanosti. Trdil je, da bo ekonomija smatrana kot prava veja znanosti šele, ko bo prezrta njena povezava s politiko, torej odvzet njen politični element. Sprva so ljudje mislili, da delo služi kot neposredna kritika nekaterim Švedskim ekonomistom, vendar so kasneje ugotovili, da delo kritizira ekonomsko teorijo na splošni ravni. V knjigi je zapisal, da znanstveniki kljub trditvi, da so pri pisanju del kar se le da objektivni in predani znanstvenemu pristopu, vseeno pri končni analizi del prisotni politični vplivi. Po Myrdalovi presoji, bi morala biti ekonomija znanost neodvisna od vrednosti. Za svojimi prepričanji o čisti teoriji je stal vse do 30 let 19. stoletja, nato pa jim je pridružil tudi družbene probleme, ki so imeli povezavo z ekonomijo.
Leto kasneje (1931), je svojo pozornost preusmeril v makroekonomijo. Njegov teoretični pristop k makroekonomiji je predstavil v Stockholmski šoli za ekonomijo v svojih predavanjih. Na podlagi predavanj je napisal delo Denarno ravnotežje (Monetary Equilibrium, 1939). V predavanjih je predstavil razliko med ex ante (planiranih)in ex post (dojetih) prihrankih ter investicijami.
Sodeloval je tudi pri ustanovitvi Ekonomskega društva v Londonu, vendar je v kasnejših letih obtožil društvo ignoriranja problema o razdeljevanju bogastva ter dejstva, da so uporabljali lažno statistiko za rast ekonomije. Obtožil jih je tudi uporabe grških črk kot nadomestek pomankanja določenih vrednostih v njihovih formulah. V letu 1932 je izdal knjigo Denarna Ekonomija (Monetary Economics), v kateri je bila predstavljena ideja o prilagajanju državnega proračuna glede na hitrost ekonomije. Myrdal je prav tako razvil ključni koncept 'cirkularne komulativne vzročne zveze'. Ta je predstavljal znanstveni pristop, pri katerem so osrednje spremenljivke in njihove povezave razmejene.

## Nagrade in prejeta priznanja
Leta 1967 je prejel častni doktorat Univeze Sir George Williams, 4 leta kasneje pa je prejel častni doktorat Kolidža Gustava Adolhsa s svojo ženo. Leta 1947 je delil Nobelovo memorialno nagrado (Nobel Memorial Prize) v ekonomiji s Friderichom Hayekom, vendar kasneje zahteval njeno ukinitev.
OSTALA PRIZNANJA IN NAGRADE:
× Friedenspreis des Deutschen Buchhandels (Zahodno Nemška mirovna nagrada) (1970; deljena s Alvo Myrdal)
× The Bronislaw Malinowski Award (Bronislawava Malinowska nagrada) (1975)
DELA:
× Det politiska elementet i utvecklingen av ekonomisk teori ( ang. Political Element in the Development of Economic Theory,sl. Politični element v razvoju ekonomske teorije) (1930)
× Monetary Equilibrium (sl. Monetarno ravnovesje) (1931)
× Ett amerikanskt dilemma: Negerproblemet och modern demokrati . Harper & Bros (ang. An American Dilemma: The Negro Problem and Modern Democracy, sl. Ameriška dilema: črnaški problem in sodobna demokracija), (1944)
× Ekonomisk teori och underutvecklade regioner , Gerald Duckworth, Gunnar Myrdal (ang. Economic Theory and Under-developed Regions, sl. Ekonomska teorija in nerazvite regije) (1957)
× En internationell ekonomi, problem och framtidsutsikter. Harper & Brothers Publishers, 1956. (ang. An International Economy, Problems and Prospects, Mednarodno gospodarstvo, problemi in obeti. )
× Asiatisk drama: En förfrågan om nationernas fattigdom , (ang. Asian Drama: An Inquiry into the Poverty of Nations, sl. Azijska drama: preiskava revščine narodov), (1968)
× Amerika och Vietnam (ang. America and Vietnam, sl. Amerika in Vietnam), (1967)
× Jämställdhetsfrågan i världsutvecklingen (ang. The Equality Issue in World Development, sl. Vprašanje enakosti spolov v svetovnem razvoju), (1989)

#### KNJIGE
- McCarty, Hurt M., 2001. The Nobel laureates : how the world's greatest economic minds shaped modern thought. New York. McGraw-Hill.

- Moberg, Vilhelm. 2005. A history of the Swedish people. Minneapolis. University of Minnesota Press

#### INTERNETNE STRANI
- Gunnar Myrdal. internet. dne: 30. 11. 2020. Dostopno na naslovu: https://www.britannica.com/science/behavioral-science

- Gunnar Myrdal: Biographical . internet. dne 30. 11. 2020. Dostopno na naslovu: https://www.nobelprize.org/prizes/economic-sciences/1974/myrdal/biographical/

- Gunnar Myrdal;Swedish economist and sociologist .internet. dne 30. 11. 2020 Dostopno na naslovu: https://www.britannica.com/biography/Gunnar-Myrdal

#### VIRI V SLOVENŠČINI
- Gunnar, M.1972.Objektivnost v družbenoslovnih raziskavah. Teorija in praksa : revija za družbena vprašanja

- Gunnar, M.1983.V krizi je sodobna civilizacija. Teorija in praksa : revija za družbena vprašanja